# Мраморный электрический скат
Мраморный электрический скат, или обыкновенный электрический скат, или мраморный гнюс (лат. Torpedo marmorata) — вид скатов рода гнюсов семейства гнюсовых отряда электрических скатов. Это хрящевые рыбы, ведущие донный образ жизни, с крупными, уплощёнными грудными и брюшными плавниками, образующими почти круглый диск, коротким и толстым мускулистым хвостом, двумя спинными плавниками и хорошо развитым хвостовым плавником. Подобно прочим представителям своего семейства способны генерировать электрический ток. Обитают в восточной части Атлантического океана от Северного моря до Южной Африки. Встречаются на скалистых рифах, в зарослях водорослей и на илистом дне на глубине до 370 м. Способны выжить в воде крайне бедной кислородом, например, в приливных бассейнах. Максимальная зарегистрированная длина 100 см. Окраска тёмно-коричневого цвета с многочисленными пятнами. Самцы и самки, как правило, в среднем достигают 36—38 см и 55—61 см соответственно.
Мраморные электрические скаты ведут одиночный ночной образ жизни. Рацион состоит в основном из костистых рыб, на которых они охотятся из засады и оглушают электрическим разрядом. Генерируемый ими электрический ток может иметь напряжение до 70—80 вольт. Мраморные электрические скаты размножаются яйцеживорождением, в помёте 3—32 новорождённых, которые с самого рождения способны генерировать электричество. Размножение имеет годичный цикл.
Электрический разряд, генерируемый мраморными гнюсами, способен оглушить, но не убить человека. Этих скатов, наряду с прочими гнюсами, используют в качестве модельных организмов в биомедицинских исследованиях. Они не представляют интереса для коммерческого рыболовства. В качестве прилова попадаются в ходе прибрежного донного промысла.

## Таксономия
Впервые новый вид был описан в 1810 году французским натуралистом Антуаном Риссо. Автор не назначил голотип, поэтому в 1999 году Рональд Фрике назначил оригинальную иллюстрацию Риссо лектотипом. Видовой эпитет происходит от слова лат. marmorata — «мраморный» и связан со специфической окраской этих скатов.
Внутри рода гнюсов мраморный электрический скат относится к подроду Torpedo, который отличается от другого подрода Tetronarce пёстрой окраской и бахромчатым краем брызгалец.

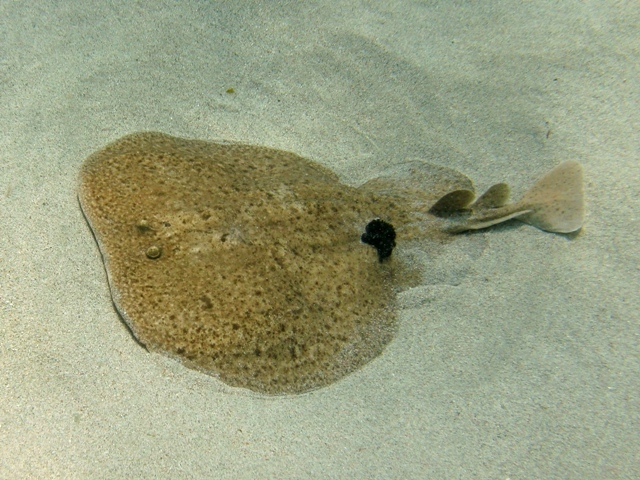
Мраморные электрические скаты предпочитают песчаное дно

## Ареал
Мраморные электрические скаты обитают в восточной части Атлантики от Шотландии и южной части Северного моря до Мыса Доброй Надежды, ЮАР, включая Средиземное море, на глубине до 370 м. Они предпочитают температуру воды не более 20 °C. Как правило у берегов Британии они встречаются на глубине 10—30 м, Италии 20—100 м, а в водах Туниса глубже 200 м. Мраморные электрические скаты держатся глубже глазчатых электрических скатов.
Будучи донными рыбами мраморные электрические скаты встречаются у скалистых рифов и в зарослях водорослей на песчаном или илистом дне. Тёплыми летними месяцами беременные самки мигрируют в залив Аркашон, Франция, на мелководье рядом с устричными банками. Кроме того, скаты этого вида летом и осенью могут совершать миграции к северу, заходя в воды Британских Островов.

## Описание
У мраморных гнюсов мягкое и вялое тело. Грудные плавники этих скатов формируют почти круглый диск, длина которого составляет примерно 59—67 % от общей длины. По обе стороны головы сквозь кожу проглядывают электрические парные органы в форме почек. Позади маленьких глаз расположены крупные овальные брызгальца, края которых покрыты пальцеобразными выступами, почти сходящимися в центре. Позади брызгалец на «затылке» имеется 5—7 выступающих слизистых пор. Между ноздрями расположен прямоугольный кожаный лоскут, ширина которого существенно превосходит длину, почти достающий до маленького изогнутого рта. Маленькие зубы оканчиваются единичным остриём и образуют на обеих челюстях своеобразные колючие «тёрки». На нижней стороне диска расположены пять пар небольших жаберных щелей.

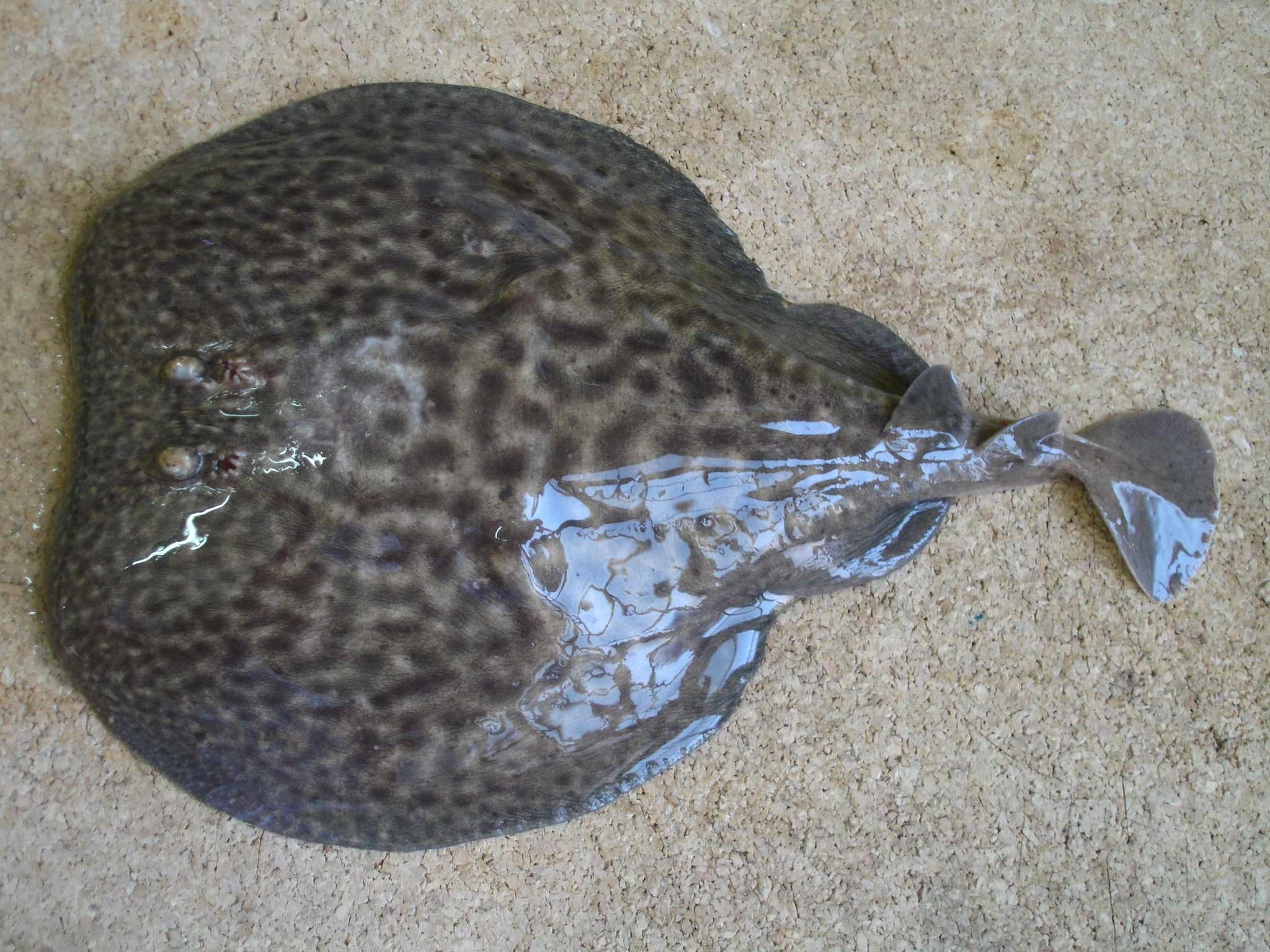
Мраморных электрических скатов легко отличить по характерной окраске и покрытым выступами краям брызгалец

Два спинных плавника с закруглёнными вершинами расположены близко друг к другу. Основание каждого из них составляет около 2/3 их высоты. Кончик первого спинного плавника расположен на уровне кончика оснований брюшных плавников. Первый спинной плавник крупнее второго. Хвост короткий и толстый, по бокам пролегают кожаные складки. Они оканчивается треугольным хвостовым плавником с закруглёнными углами. Дорсальная поверхность тела окрашена в тёмно-коричневый цвет и покрыта многочисленными пятнами. Некоторые особи имеют равномерную окраску без отметин. Вентральная поверхность белая с более тёмными краями диска. Максимальная зарегистрированная длина 100 см, хотя в среднем самцы и самки редко бывают длиннее 36—38 см и 55—61 см соответственно. Вероятно, существует географическая корреляция размеров. Максимальный зарегистрированный вес 3 кг.

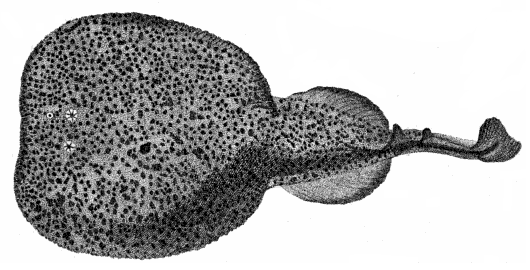
Оригинальная иллюстрация Риссо, сопровождавшая описание нового вида

## Биология
Ведущие одиночный образ жизни и медлительные мраморные гнюсы способны оставаться без движения в течение нескольких дней. Днем они лежат на дне под слоем осадков, из-под которого видны только глаза и брызгальца. Медленное сердцебиение (10—15 ударов в минуту) и низкая насыщаемость крови кислородом позволяет им потреблять кислорода меньше по сравнению с акулами и скатами сопоставимых размеров. Они устойчивы к гипоксии и способны выживать в бедных кислородом придонных водах и приливных бассейнах. Когда парциальное давление падает ниже 10—15 мм рт. ст., мраморные электрические скаты вообще перестают дышать и могут прожить в таком состоянии до 5 часов. Им удаётся справиться с экстремальными условиями благодаря анаэробному гликолизу и дополнительному альтернативному пути выработки энергии в митохондриях, которые замедляют накопление в клетках потенциально вредоносных лактатов.
Подобно прочим представителям своего отряда для защиты и нападения мраморные гнюсы способны генерировать электричество. Каждый из их парных электрических органов состоит из 400—600 вертикальных столбцов, в свою очередь представляющих собой кипу примерно 400 наполненных желеобразной массой «электроплат», действующих подобно батарее. Электрический разряд, производимый этими скатами имеет напряжение 70—80 вольт, а максимальный потенциал оценивается в 200 вольт. Скат испускает серию разрядов, постепенно «батарея» разряжается и напряжение падает. Эксперименты в искусственных условиях показали, что при температуре ниже 15 °С нервы электрических органов перестают эффективно функционировать. Когда в живой природе зимой температура воды естественным образом понижается, возможно, мраморные гнюсы перестают пользоваться этими органами. В противном случае скаты могут обладать неизвестным пока физиологическим механизмом, адаптирующим эти органы к холоду.

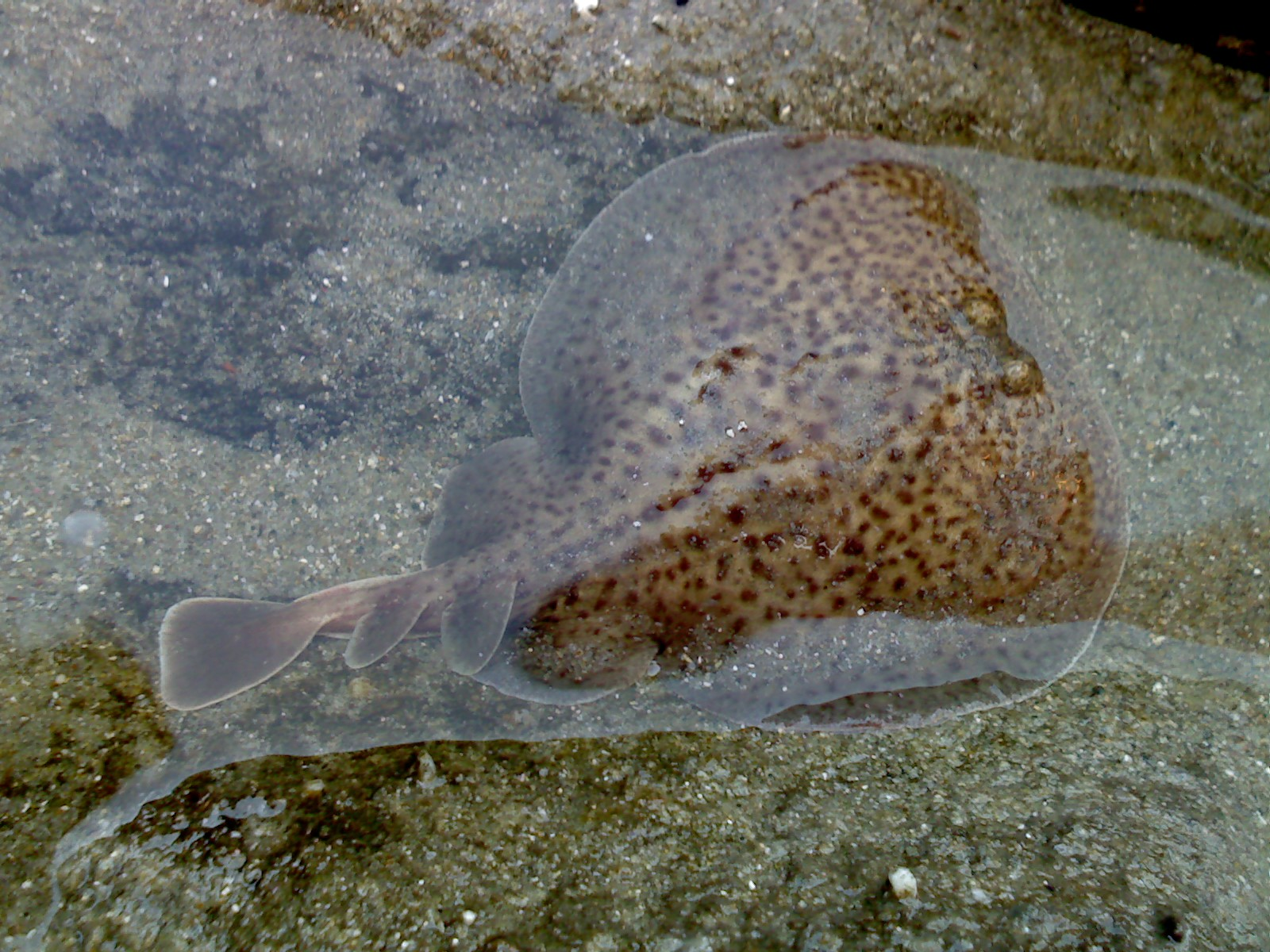
Мраморные электрические скаты способны выжить в условиях с пониженным содержанием кислорода, например, в приливных бассейнах

На мраморных гнюсах паразитируют ленточные черви Anthocephalum gracile и Calyptrobothrium riggii, пиявки Pontobdella muricata и Trachelobdella lubrica, моногенеи Amphibdella torpedinis, Amphibdelloides kechemiraen, A. maccallumi,  A. vallei, Empruthotrema raiae, E. torpedinis и Squalonchocotyle torpedinis и нематоды Ascaris torpedinis и Mawsonascaris pastinacae.

### Кормление
Мраморные гнюсы охотятся из засады и оглушают жертву электрическим разрядом. Зрение не играет важной роли в ходе охоты, когда скаты лежат на дне их глаза часто скрыты под слоем осадков. Вместо зрительных сигналов гнюсы реагируют на сигналы, поступающие от механорецепторов боковой линии, поэтому они нападают только на движущийся объект. Кроме того, засечь добычу им помогают ампулы Лоренцини.
Рацион мраморных гнюсов на 90 % состоит из донных костистых рыб, таких как мерлузы, бычки, лавраки, барабульки, ставриды, спаровые, кефаль, помацентровые, губаны, морские угри и камбалы. Вторичным источником пищи являются головоногие, например, обыкновенный кальмар и Sepia elegans. Однажды одна особь мраморного гнюса проглотила креветку семейства высших раков Penaeus kerathurus. Исследования, проведённые в неволе, показали, что эти скаты отвергают в качестве пищи крабов, принадлежащих к роду Macropodia. У южного побережья Франции наиболее важным компонентом рациона мраморных гнюсов являются остроносы. Скаты глотают добычу целиком: однажды особь длиной 41 см проглотила морского трёхусого морского налима размером 34 см.
У мраморных гнюсов наблюдается два типа охотничьего поведения. Первое — «прыжковое», применяется, когда рыба плавает рядом с головой ската, как правило, не дальше 4 см. Совершая прыжок, гнюс выталкивает вперёд голову и взмывает над жертвой. Одновременно с этим он бьёт хвостом и создаёт высокочастотный (230—240 Гц) электрический разряд, частота которого повышается с температурой. Первый разряд очень короткий, состоит из 10—64 импульсов, достаточно сильных, чтобы вызвать тетаническое мышечное сокращение, которое иногда ломает жертве позвоночник. По мере того, как скат скользит вперёд, движение воды, созданное прыжком, заносит парализованную добычу под него, после чего он оборачивает её диском и отправляет в рот. В течение всего процесса гнюс продолжает создавать электрические разряды: общее количество импульсов, испущенных за один прыжок, напрямую коррелирует с размером и возрастом, колеблясь от 66 у новорожденного ската длиной 12 см до 340 у взрослой особи длиной 45 см. Сам прыжок длится не более 2 секунд.
Второй тип охотничьего поведения, «подползающий», мраморные гнюсы используют, нападая на неподвижную или медлительную добычу, в том числе оглушённую и отнесённую после прыжка прочь течением. Подползая, гнюс совершает волнообразные движения краями диска и слегка бьёт хвостом. Созданное подъёмом диска течение подгоняет жертву к охотнику, а опуская диск и ударяя хвостом скат потихоньку сам приближается к ней. Настигнув жертву гнюс открывает рот и засасывает её. При необходимости, если жертва двигается, он создаёт небольшие электрические разряды, которые могут продолжаться во время её поглощения.

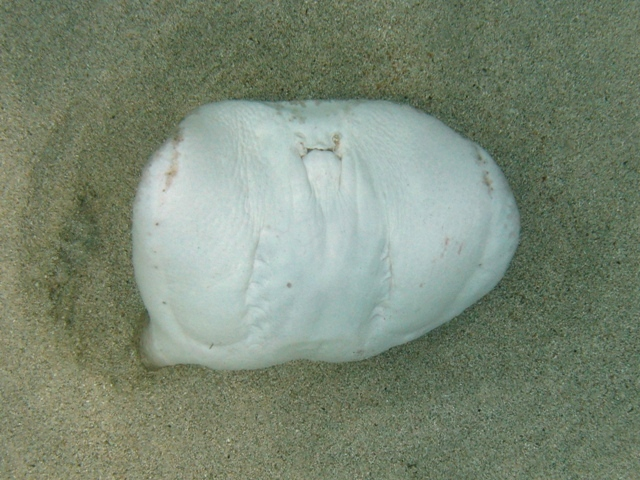
Подвергаясь нападению, мраморные гнюсы занимают оборонительную позицию и бьют обидчика током

### Защита
Благодаря довольно крупным размерам и способности генерировать электричество мраморные гнюсы редко становятся добычей других животных, например, акул. Обороняясь, скаты действуют по-разному, в зависимости от того, за какое место (за хвост или за диск) хищник пытается их схватить. В случае прикосновения к диску, гнюс быстро разворачивается в сторону угрозы и бьет током, после этого он спасается бегством по прямой и может снова закопаться в осадки. Когда дотрагиваются до хвоста, скат выворачивается наружу брюхом и сжимается в клубок; совершив этот манёвр, он не уплывает, а остаётся в таком положении, выставив максимально высоко по направлению к угрозе электрические органы. Эти движения сопровождаются сильными электрическими разрядами. Этот вид скатов с помощью электричества сильнее обороняет хвост, чем диск.

### Жизненный цикл
Мраморные гнюсы размножаются яйцеживорождением, сначала развивающиеся эмбрионы питаются желтком, а затем гистотрофом, вырабатываемым организмом матери. У взрослых самок имеется по два функциональных яичника и по две матки; внутренняя поверхность маток покрыта рядом продольных складок. Репродуктивный цикл у самок, вероятно, длится 2 года, тогда как самцы способны размножаться ежегодно. Спаривание происходит с ноября по декабрь, новорожденные появляются на свет на следующий год спустя 9—12 месяцев. В помёте 3—32 новорожденных, численность помёта напрямую зависит от размера самки.
Электрические органы начинают формироваться у эмбрионов длиной 1,9—2,3 см, к этому времени у них уже имеются глаза, грудные и брюшные плавники и внешние жабры. Когда эмбрионы вырастают до 2,0—2,7 см, дорсальные жаберные щели у них закрываются и остаются только вентральные, как у всех скатов. Одновременно с этим 4 блока первичных клеток, образующих электрические органы, объединяются между собой. У зародышей длиной 2,8—3,7 см грудные плавники увеличиваются и срастаются с рылом, образуя типичный для электрических скатов округлый диск. При длине 3,5—5,5 см исчезают внешние жабры и появляется пигментация. Эмбрионы длиной 6,6—7,3 см способны создавать электрический разряд. В течение беременности сила разряда увеличивается на величину 105 и у эмбрионов длиной 8,6—13 см достигает 47—55 вольт, что сопоставимо с силой разряда взрослых скатов.
Новорожденные появляются на свет длиной около 10—14 см и с самого рождения способны демонстрировать характерное охотничье и оборонительное поведение. Самцы и самки достигают половой зрелости при длине 21—29 см в возрасте около 5 лет, и 31—39 см и 12 лет соответственно. Максимальная продолжительность жизни у самок оценивается в 20 лет.

## Взаимодействие с человеком
Мраморные гнюсы способны нанести человеку болезненный, но не смертельный удар током, вероятно, они представляют некоторую опасность для аквалангистов, поскольку человек, будучи оглушённым, может захлебнуться. Способность этих рыб производить электричество была известна с времён античности, её использовали в медицине. Древние греки и римляне прикладывали живых скатов для лечения головной боли и подагры, а также рекомендовали эпилептикам употреблять их мясо в пищу.
Эти скаты не представляют интереса для коммерческого рыболовства. В качестве прилова они могут попадаться при коммерческом донном промысле. Пойманных рыб, как правило, выбрасывают за борт. Мраморных гнюсов, наряду с прочими электрическими скатами, используют в качестве модельных организмов в биомедицинских исследованиях, поскольку их электрические органы богаты ацетилхолиновыми рецепторами, играющими важную роль в нервной системе человека.
По крайней мере, в северной части Средиземного моря эти скаты встречаются довольно часто, вероятно, наибольшей опасности популяция подвергается у берегов Италии. Международный союз охраны природы присвоил виду охранный статус «Уязвимый».